# Neosparton darwinii
Neosparton darwinii là một loài thực vật có hoa trong họ Cỏ roi ngựa. Loài này được Benth. mô tả khoa học đầu tiên năm 1876.